# Campionati mondiali di skeleton 1991
I Campionati mondiali di skeleton 1991, quarta edizione della manifestazione organizzata dalla Federazione Internazionale di Bob e Skeleton, si tennero il 31 gennaio ed il 1º febbraio 1991 ad Igls, una frazione di Innsbruck in Austria, sulla Kunsteisbahn Bob-Rodel Igls, la stessa sulla quale si svolsero le competizioni del bob e dello slittino ai Giochi di Innsbruck 1976; fu disputata unicamente la gara del singolo vinta dall'austriaco Christian Auer.

## Risultati

### Singolo
La gara fu disputata il 31 gennaio ed il 1º febbraio nell'arco di quattro manches e presero parte alla competizione 44 atleti in rappresentanza di 17 differenti nazioni; campione uscente era l'austriaco Michael Grünberger, che concluse la prova al terzo posto, ed il titolo fu conquistato dal connazionale Christian Auer, già secondo classificato a Sankt Moritz 1989, davanti all'altro austriaco Andi Schmid, che vinse l'argento anche nella scorsa edizione.
| Pos. | Atleti             | Nazione       | Tempo   | Distacco |
| ---- | ------------------ | ------------- | ------- | -------- |
|      | Christian Auer     | Austria       | 3'37"67 |          |
|      | Andi Schmid        | Austria       | 3'37"98 | +0"31    |
|      | Michael Grünberger | Austria       | 3'38"10 | +0"43    |
| 4    | Franz Plangger     | Austria       | 3'38"22 | +0"55    |
| 5    | Gregor Stähli      | Svizzera      | 3'38"23 | +0"56    |
| 6    | Bruce Sandford     | Nuova Zelanda | 3'41"31 | +3"64    |
| 7    | Thomas Platzer     | Germania      | 3'42"12 | +4"45    |
| 8    | Richard Baumann    | Germania      | 3'42"14 | +4"47    |
| 9    | Heinz Fischer      | Germania      | 3'42"17 | +4"50    |
| 10   | Fred Markl         | Germania      | 3'42"48 | +4"81    |

## Medagliere
| Posizione | Nazione | Oro | Argento | Bronzo | Totale |
| --------- | ------- | --- | ------- | ------ | ------ |
| 1         | Austria | 1   | 1       | 1      | 3      |
| Totale    | Totale  | 1   | 1       | 1      | 3      |